# Sierra de Siruela
Sierra de Siruela är en ås i Spanien.   Den ligger i provinsen Provincia de Badajoz och regionen Extremadura, i den centrala delen av landet, 200 km sydväst om huvudstaden Madrid.